# Chiloscyllium hasseltii
Chiloscyllium hasseltii е вид хрущялна риба от семейство Hemiscylliidae. Видът е почти застрашен от изчезване.

## Разпространение
Разпространен е в Бруней, Виетнам, Индонезия (Суматра и Ява), Малайзия, Мианмар, Сингапур и Тайланд.